# Formenlehre (Musik)
Die musikalische Formenlehre ist ein Teilgebiet der Musiktheorie und beschäftigt sich mit der Geschichte und Eigenart von zumeist abendländischen musikalischen Formen. Innerhalb der Epochen erfahren musikalische Formen oft zahlreiche Veränderungen und Erweiterungen, daher kann eine große Anzahl musikalischer Formen (z. B. die Motette) von der Musikwissenschaft nur epochenübergreifend sinnvoll beleuchtet werden.
Neben den musikalischen Gattungen untersucht die Formenlehre die Grundprinzipien musikalischen Formens. Dies umfasst die Darstellung der Elemente musikalischer Gestalten (dies können z. B. Motive sein) und der Techniken ihrer Verarbeitung sowie Kombination zu größeren Sinneinheiten (wie Phrase, Thema, Soggetto). Untersucht wird die Herausbildung von Syntaxmodellen (z. B. Periode, Fortspinnungstypus) und allgemein die möglichen Formen der Gruppierung von Sinneinheiten (Wiederholung, Varianten- und Kontrastbildung, Entwicklung, Reihung oder Beziehungslosigkeit). Dies geschieht in Darstellungen, die historisch differenzieren und wiederum die Bedingungen der verschiedenen Formen und Gattungen reflektieren.
Damit berührt sich die Formenlehre mit der Kompositionslehre und stellt zugleich Grundbegriffe und Kriterien für die Analyse musikalischer Werke bereit.
Die wissenschaftliche Formenlehre des Abendlandes basiert auf Dokumenten, die entweder beschreibend oder selbst Notenschriften sind.

## Geschichte

### Mittelalter
Im frühen Mittelalter finden sich die ersten derartigen Überlieferungen im Gregorianischen Gesang. Mit dem Beginn der Mehrstimmigkeit, etwa in der zweiten Hälfte des 12. Jahrhunderts, wie sie in der Notre-Dame-Schule von Léonin und Pérotin an der Kirche Notre Dame de Paris gepflegt wurde, entstehen das Organum und der Conductus. Parallel existiert zu diesen kunstmusikalischen Formen auch bereits eine „populäre“ Musik in Form der Gesänge von  Trobadors, Trouvères und Minnesängern, die meist auf einfachen Liedformen beruhen. Als an sich nicht notierte, sondern mündlich tradierte Gesänge können sie heute nur deshalb rekonstruiert werden, weil sie häufig tropiert wurden.
Während der Ars antiqua ist insbesondere die Entwicklung der Dreistimmigkeit zu beobachten. Hier finden sich Pastoralen und geistliche Werke als Formen; zum Cantus und Tenor gesellt sich der Discantus als dritte (Ober-)Stimme.
Die anschließende Ars nova bringt geradezu eine Fülle an neuen Formen hervor, deren wichtigste neben der hergebrachten Messe die kirchenmusikalische Motette ist. Auch das politische Singspiel als Vorform der Oper nimmt hier seinen Anfang. Darüber hinaus entstehen das Virelais, die Ballade, die Caccia und das Rondo; höchst mathematisch und modern anmutend entwickelt sich zudem die Kompositionstechnik mittels modaler Figurationen. Die teilweise extreme Melismatik von Ars-Nova-Werken findet ihren Höhepunkt in der Ars subtilior, eine Art Musica riservata, die voller verästelter, hochkomplexer Ornamentik ist.

### Renaissance
Dem in Extremformen mechanistischen Weltbild der Ars nova stellt die Renaissance den menschlichen Ausdruck entgegen, insbesondere den der menschlichen Stimme. Dies geschieht besonders in den oft homophonen Formen von Madrigal und Musikdrama (einer viel später aufgegriffenen Vorform der Oper). Außerdem bildet sich eine Reihe von kunstmusikalischen Tänzen und raffinierten Maskenspielen (Masques) heraus, die ebenfalls zu weltlichen Anlässen gegeben wurden. Als Geheimlehre, nur mündlich von Lehrer zu Schüler überliefert, beginnt in dieser Epoche auch die systematische Erkundung von ausdrucksvollen Wendungen in Form der Figurenlehre.

### Barock
Die Barockmusik führt einerseits zu Höhepunkten kontrapunktischer Formen wie Triosonate und Fuge. Andererseits kommen auch lyrische Empfindungen zum Beispiel in Charakterstücken, Fantasien und etwa ab 1730 auch in Werken des empfindsamen Stils zum Ausdruck. Die Suite wächst von einer Folge loser Tanzstücke zu einer eigenständigen Form heran. Die Toccata wird zum Ausdruck höchster Virtuosität. Als Epoche mit großem Gewicht auf der Ornamentik bildet sich im Barock zudem das Konzert und Concerto grosso aus dem geistlichen Konzert heraus. Passion und Oratorium übernehmen aus der Oper die Formen des Rezitativs und der Arien.

### Klassik
In der Klassik entwickelten sich Sonate und Sinfonie und mit ihnen die Sonatensatzform. Die Entstehung des Kunstliedes fällt ebenfalls in diese Epoche. Bezeichnend dafür ist das oft ausschließlich verwendete Harmonieschema Dominante – Tonika (authentische Kadenz), wie es dann auch in Volksliedern auftritt. Einzelne Vollkadenzen bilden alternativ die Abschlüsse. Plagale Kadenzen kommen kaum vor. Die Oper erfährt eine lange Reihe von Wandlungen und Varianten. Besonders bemerkenswert ist an der Klassik, dass sie sich als erste Epoche der Musikgeschichte ihrer Geschichtlichkeit bewusst ist. Dies zeigt sich insbesondere im „Zitieren“ oder „Allusionieren“ von Musik und Stilen, die nicht originär klassisch sind, sondern auf mittelalterliche Kirchenmusik sowie Musik des Barocks zurückgehen. Dies betrifft insbesondere natürlich auch die Formenwelt, etwa den Experimenten des späten Ludwig van Beethoven mit der Fuge oder den besonders geistreichen Sonaten des oft unterschätzten Joseph Haydn. Insofern ist eine Reihe von Werken aus der klassischen Epoche bereits formal hybrid.

### Romantik
In der Romantischen Epoche entwickelt sich neben der Sinfonie die Sinfonische Dichtung. Sonate, Sinfonie, Konzert, Lied einschließlich Kammermusik werden weiterhin gepflegt und teilweise extrem erweitert. Die Oper wird einerseits zur durchkomponierten Form; andererseits spaltet sich von ihr die Operette ab. Nocturnes, Arabesken und Impromptus entstehen aus dem Charakterstück, das zudem eigenständig weiterbesteht und in Klavierzyklen Eingang findet. Das Ballett entsteht. Ursprünglich als instrumentales Übungsstück gedacht, löst sich das als in der Klassik noch bekannte „Handstück“ von seiner ursprünglichen Funktion und wächst als Etüde zum eigenständigen musikalischen Genre heran (siehe Konzertetüden von Chopin, Liszt oder Paganini). Richard Wagner tritt mit seinen Musikdramen in Erscheinung (ein Begriff, der das Dramma in musica der Renaissance referiert und das Gesamtkunstwerk anpeilt). Zudem steigert sich ab der mittleren und in der späten Romantik auch das Interesse an außereuropäischer Musik, die durch Weltausstellungen und Forschungsreisen an Einfluss gewinnt. Der musikalische Impressionismus etwa, wie er von Claude Debussy exponiert ist, ist ohne diese Einflüsse undenkbar. Andere Komponisten wiederum setzen ihre Schwerpunkte musikethnologisch.

### Moderne
Das 20. Jahrhundert bzw. die Moderne (als „klassische Moderne“ für Werke vor 1945) bringt in der Kunstmusik zahlreiche neue Formen und Stile hervor. Nach einer frühen expressionistischen Phase dominieren Neoklassizismus und Dodekaphonie; nach dem Zweiten Weltkrieg entstehen Serialismus und Aleatorik. In der Formenlehre des 20. Jahrhunderts steht oft die Struktur im Vordergrund; die klassischen Formen der Musik genügen nur noch in Einzelfällen der vollständigen formalen Klassifizierung von Werken, denn die verschiedenen Struktursysteme wirken oftmals bereits selbst formbildend. Damit sind die Formen des 20. Jahrhunderts, ähnlich wie in der klassischen Epoche, oft ebenfalls hybrid.
Zudem entsteht eine Reihe neuartiger Instrumente; diese sind entweder kuriose Einzelstücke oder entstammen der technischen Welt. Die Verwendung eines Musikinstruments als Maschine und umgekehrt bringt Futurismus und Bruitismus hervor. Zum Bereich der elektronischen Musik gehört insbesondere auch die elektroakustische Musik. Bemerkenswert bleibt dabei, dass Komponisten der Moderne gerade mit zunehmender Industrialisierung der Musik durch Plattenkonzerne oft Wege jenseits der großen Konsumströme beschreiten und nach neuen, offeneren Möglichkeiten des Hörens suchen. Gerade die relativ frühen Werke der zeitgenössischen Musik werden ab Mitte der 1980er Jahre in großem Stil von zahlreichen U-Musikern aufgegriffen und referiert. Die Computermusik spielt seit Anfang des 21. Jahrhunderts eine große Rolle. Die Geschichte der U-Musik und des Jazz bilden eigene geschichtliche Stränge, die, wenngleich sie ihre eigenen Formen hervorgebracht haben, zahlreiche Berührungspunkte mit der Musik der Moderne bilden.

## Alphabetische Liste musikalischer Gattungen und Formen
- Arie – Nebenformen: Frühe Opernarie, Da-capo-Arie, Cavatine, Rondoarie
- Charakterstück (auch: lyrisches Stück, Genrestück)
- Choral – Nebenformen: Accentus, Concentus
- Fuge – Nebenformen: Permutationsfuge, Doppelfuge, Tripelfuge, Quadrupelfuge
- Kanon – Nebenformen: Strenger Kanon, Zirkelkanon, Spiralkanon, Rätselkanon, Proportionskanon
- Kantate – Nebenformen: Italienische Kantate, Deutsche Kantate
- Konzert – Nebenformen: Vokalkonzert, Instrumentalkonzert, Solokonzert, Doppelkonzert, Tripelkonzert, Sinfonia concertante, Konzert für Orchester
- Lied – Nebenformen: Kunstlied, Volkslied, Tenorlied, Chanson, Vaudeville, Air, Ständchen
- Madrigal – Nebenformen: Trecento-Madrigal, Solomadrigal, Konzertantes Madrigal
- Messe – Nebenformen: Gregorianischer Choral, Requiem
- Motette – Nebenformen: Liedmotette, Anthem, Durchimitierte Motette, Chormotette u. a.
- Oper – Nebenformen: Opera seria, Opera buffa, Opéra comique und Komische Oper, Grand opéra, Operette
- Oratorium
- Ouvertüre – Nebenformen: Sinfonia, Kanzonen-Ouvertüre, Französische Ouvertüre, Neapolitanische Opernsinfonia, Klassische Ouvertüre, Programmouvertüre, Konzertouvertüre, Schauspielouvertüre, Potpourri, Freies Opernvorspiel
- Passion – Nebenformen: Motettische Passion, Responsoriale Passion, Oratorische Passion
- Präludium
- Programmmusik – Nebenformen: Tonsymbolische Dichtung, Sinfonische Dichtung
- Rezitativ – Nebenformen: Secco-Rezitativ, Accompagnato-Rezitativ
- Serenade – Nebenformen: Serenata, Divertimento, Notturno, Kassation, Instrumentale Serenade
- Sonate – Nebenformen: Frühe Sonata, Klassische Sonate, Barocksonate, Kammersonate, Kirchensonate, Triosonate, Sonatine
- Suite – Sonata da camera, Variationssuite, Klaviersuite, Ouvertüren-Suite, Ballettsuite, Tanzsuite
- Sinfonie – Vorklassische Sinfonia, Klassische Sinfonie, Nachklassische Sinfonie
- Tanz – Nebenformen: Pavane, Galliarde, Allemande, Courante, Chaconne, Bourrée, Sarabande, Gavotte, Siciliano, Gigue, Menuett, Polonaise, Nationaltanz (z. B. Csárdás (Csárdás), Bolero, Habanera, Tango, Ländler, Galopp, Kavalkade, Cancan u. a.)
- Variation

Gattung und Form sind zwei sich häufig überschneidende Begriffe, die zudem oft synonym gebraucht werden.
- Gattungen bestimmen sich in der Gattungslehre nach den Kriterien Besetzung, Text, Funktion, Aufführungsort und Satzstruktur.
- Allgemeine Formen sind beispielsweise Liedform und Rondoform.

Weitere Kriterien zur systematischen Klassifikation der Musik sind
- Epochen wie Renaissance (Musik der Renaissance), Barock (Barockmusik), Klassik, Impressionismus und so weiter und
- Stile

## Systematischer Gliederungsansatz
- Bühnenmusik

Oper – Operette – Musical –  Singspiel – Ballett – Revue
- Orchestermusik

Sinfonie – Sinfonische Dichtung – Instrumentalkonzert
- Kammermusik

Streichquartett – Bläserquintett – Klaviertrio – Klavierquartett
- Vokalmusik (weltliche Musik bzw. Kirchenmusik)

Arie – Lied – Kunstlied – Duett – Terzett/Trio – Quartett – Madrigal – Motette – Kantate – Choral – Kirchenlied – Messe – Oratorium – Requiem
- Tanzmusik

Menuett – Pavane – Courante – Gavotte – Bourrée – Walzer – Mazurka – Polka – Polonaise – Galopp
- Klaviermusik

Sonate – Variationen – Nocturne – Fantasie – Etüde